# Tổ chức Hỗ trợ Gia cư Habitat
Tổ chức Hỗ trợ Gia cư hoặc Chỗ ở cho Nhân loại (tiếng Anh: Habitat for Humanity hoặc Habitat) là một tổ chức từ thiện Cơ Đốc, liên giáo phái, phi chính phủ, phi lợi nhuận, hoạt động trên quy mô quốc tế với mục tiêu xây dựng nhà ở "đơn sơ, thích hợp và giá rẻ". Những ngôi nhà được xây dựng bởi công lao động của các thiện nguyện viên sẽ được bán ra với giá thành (không lợi nhuận), cũng không tính lãi trên số tiền trả góp (mortgage). Tổ chức được thành lập năm 1976 tại Americus, tiểu bang Georgia bởi Millard và Linda Fuller xuất phát từ những trải nghiệm của họ trong thời gian làm việc ở Nông trang Koinonia. Trụ sở của tổ chức toạ lạc ở Americus cung ứng sự hỗ trợ và cổ xuý những hoạt động của các chi đoàn địa phương. Các thành viên ở địa phương sẽ đề xuất và điều hành tất cả các đề án xây dựng, trả góp và phân phối nhà.
Năm 1996, trong lễ trao tặng Millard Fuller Huân chương Tự do của Tổng thống, huân chương dân sự cao quý nhất của Hoa Kỳ, Tổng thống Bill Clinton gọi Habitat là "...đề án phục vụ cộng đồng trong một thời gian liên tục thành công nhất trong lịch sử nước Mỹ."
Đến năm 2004 Habitat đã xây dựng được 50.000 căn nhà ở Mỹ và hơn 175.000 căn nhà trên khắp thế giới với sự cộng tác của mạng lưới các nhóm thiện nguyện viên có mặt trên 100 quốc gia. Mặc dù trụ sở đặt tại Hoa Kỳ, hai phần ba các công trình xây dựng của Habitat đều được thực hiện ở các nước khác. Trong năm 2005, Habitat xây dựng 200.000 căn nhà, nâng tổng số người hưởng lợi từ những đề án của Habitat trên toàn cầu là một triệu người.
Tháng 8 năm 2005, Habitat chọn Jonathan Reckford làm Giám đốc của tổ chức. Reckford từng điều hành chuỗi cửa hàng của Musicland và là một quản nhiệm tại Nhà thờ Trưởng Lão Christ ở Edina, tiểu bang Minnesota.

## Tiêu chí
Theo website chính thức của tổ chức,
 
"Những gia đình muốn mua nhà sẽ được tuyển chọn xét theo nhu cầu về nhà ở, khả năng trả nợ không tính lãi, và thiện chí trong cộng tác với Habitat. Tổ chức không phân biệt màu da, tôn giáo và chủng tộc".
Trên nguyên tắc hoạt động độc lập, các chi đoàn địa phương của Tổ chức Hỗ trợ Gia cư Quốc tế được phép giải thích các tiêu chí trên theo cách phù hợp với điều kiện tại địa phương.
Thường thì chủ nhà được mong đợi dành khoảng 500 giờ "lao động" trong việc hợp tác xây dựng cho chính căn nhà của họ hoặc cho các căn nhà khác, nhưng con số này có thể thay đổi tuỳ thuộc vào số người lao động chính trong mỗi gia đình cũng như tuỳ thuộc vào yếu tố sức khoẻ.
Số tiền trả góp từ chủ nhà được đưa vào "Quỹ Nhân đạo" do địa phương quản lý, dùng để xúc tiến các công trình xây dựng khác. Nhà được phân phối trong điều kiện của "quyền khước từ đầu tiên", nghĩa là nếu chủ nhà bán căn nhà được phân phối trong thời gian còn trả góp, chi đoàn địa phương có thể sẽ mua lại với giá gốc.

## Xây dựng

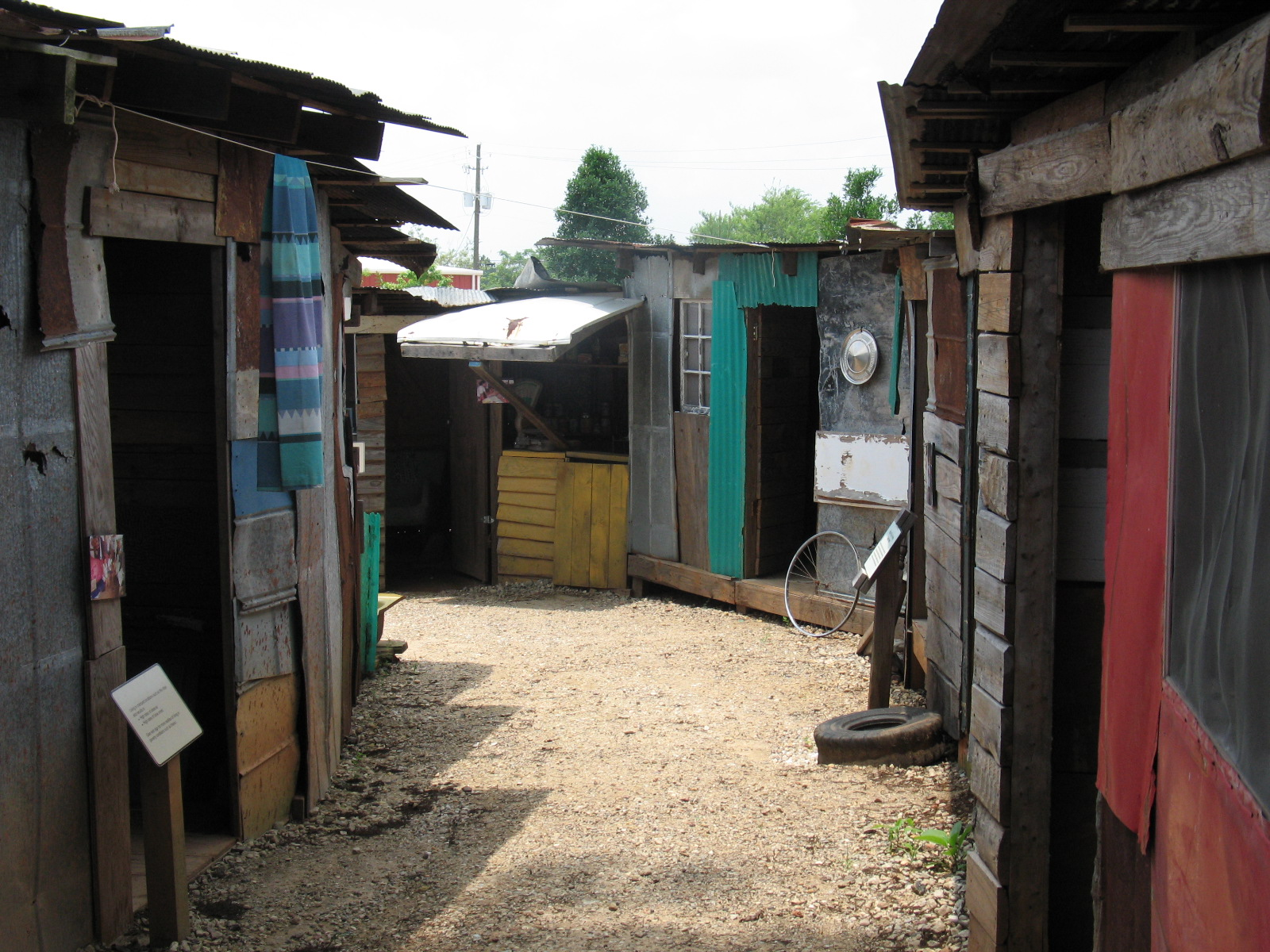
Habitat tại Americus, Georgia, cải tạo một khu nhà ổ chuột, trong nỗ lực giúp khách tham quan nhận thức được thực trạng thiếu thốn nhà ở toàn cầu.

Habitat chủ trương xây dựng nhà ở đơn sơ bằng vật liệu có được tại địa phương. Như thế có thể là những căn nhà hình khối đúc bê tông ở các nước thuộc Thế giới thứ ba hoặc những ngôi nhà tường bê tông tại những vùng thường có bão ở Hoa Kỳ. Các chi đoàn của Habitat tại các nước tiên tiến tích cực khuyến khích thực hiện quy trình dành một phần mười của mười phần trăm số tiền quyên góp để xây dựng nhà ở tại các nước thuộc Thế giới thứ ba. Điển hình là Habitat New Zealand xây dựng một căn nhà ở đảo quốc Fiji mỗi khi họ xây dựng một căn nhà ở New Zealand.
Hoạt động của Habitat, dựa trên công lao động của thiện nguyện viên, không chỉ để xây dựng nhà ở đơn giản với giá rẻ mà còn để kiến tạo các cộng đồng và xã hội dân sự trong vùng. Hầu hết thiện nguyện viên của Habitat đều không có tay nghề trước khi gia nhập Habitat, mặc dù có một số nhà chuyên môn, thương gia về hưu hoặc các nhà xây dựng tìm đến cộng tác với tổ chức. Nhiều nhà thờ đứng ra tài trợ và cung ứng một số lượng lớn các thiện nguyện viên đến từ giáo đoàn của họ. Trong khuôn khổ của các hoạt động thực thi nghĩa vụ xã hội của doanh nghiệp, các công ty cung ứng hỗ trợ tài chính cho các đề án hoặc cung cấp miễn phí các loại vật liệu xây dựng. Nhiều chính trị gia và các nhân vật nổi tiếng tình nguyện làm việc cho Habitat, biểu thị uy tín của tổ chức trong lĩnh vực hoạt động từ thiện.

## Các đề án đặc biệt
Bên cạnh các chương trình xây dựng nhà ở được đảm trách bởi các chi đoàn  địa phương, trụ sở Habitat quốc tế điều hành một loạt các chương trình đặc biệt, được tiến hành thường xuyên hoặc mỗi năm một lần.

### Đề án Bàn giao Nhà ở
Habitat khởi xướng đề án đặc biệt nhằm giúp phục hồi nhà ở cho các khu vực bị tàn phá bởi bão Katrina và bão Rita. Đề án này tập chú vào nỗ lực giúp các chi đoàn địa phương trong khu vực tự đứng vững trên đôi chân của mình để sẵn sàng xây dựng cho cộng đồng. Các chi đoàn sẽ trở nên tác nhân thu hút các tổ chức, công ty và chính quyền nhằm cung cấp sự hỗ trợ cần thiết cho công cuộc tái thiết trong khu vực, cũng như thu hút sự quan tâm của các phương tiện truyền thông trên cả nước.
Đề án có kế hoạch sản xuất các bộ phận nhà tiền chế kế cận các khu vực bị bão tàn phá như Jackson, bang Mississippi, giúp hoàn thành phần lớn công trình xây dựng trong khi cơ sở hạ tầng ở đó đang được hồi phục. Các bộ phận nhà tiền chế có thể được vận chuyển đến đến khu vực bị tàn phá và được lắp ráp trong một thời gian ngắn. Chỉ trong vòng hai tháng tính từ lúc xảy ra thảm hoạ, các ngôi nhà đã bắt đầu được xây dựng ở các thành phố Covington và Slidell kế cận New Orleans thuộc tiểu bang Louisiana.
Chiến dịch Bàn giao Nhà ở thuộc chương trình tái thiết sau bão của Habitat với Harry Connick Jr. (ca sĩ, nghệ sĩ dương cầm, diễn viên và nhà từ thiện) và Branford Marsalis (nghệ sĩ saxophone nhạc Jazz) là chủ tịch danh dự.

### Mùa hè xanh
Habitat tổ chức một chương trình kéo dài suốt năm gọi là Thách thức cho Sinh viên (Collegiate Challenge) dành cho học sinh, sinh viên từ tuổi 16 trở lên. Có những chuyến đi tổ chức trong các kỳ nghỉ hè, thu và đông, nhưng hầu hết người tham dự (chủ yếu là sinh viên đại học) đều chọn tham gia trong kỳ nghỉ mùa xuân. Thiện nguyện viên được đưa đến các chi đoàn trên khắp nước Mỹ để tham gia vào các hoạt động kéo dài một tuần lễ tại các công trình xây dựng ở địa phương. Có hơn 12 ngàn thiện nguyện viên dự phần vào chương trình Collegiate Challenge trong năm 2004, biến nó thành chương trình tham gia từ thiện trong kỳ nghỉ lớn nhất thế giới. Tính từ đợt đầu tiên tổ chức năm 1989, đã có hơn 100.000 sinh viên tham gia chương trình Collegiate Challenge.

### Chuyến đi Làng Toàn cầu
Tổ chức Hỗ trợ Gia cư Quốc tế đặc biệt quan tâm đến công tác xây dựng nhà ở bên ngoài nước Mỹ. Mối quan tâm này hiện hữu từ lúc ban đầu khi nhà sáng lập Millard Fuller nhận thấy nhu cầu cấp bách về nhà ở trong một chuyến đi kéo dài ba năm đến Cộng hoà Dân chủ Congo (lúc đó là Zaire) khi ông và gia đình tìm cách ứng dụng những nguyên tắc Koinonia bên ngoài nông trang của họ ở Georgia.
Ngày nay thiện nguyện viên có cơ hội cộng tác với các chi đoàn Habitat trên khắp thế giới qua chương trình Chuyến đi Làng Toàn cầu (Global Village Trips). Sau khi trải qua khoá huấn luyện, những người hướng dẫn sẽ thiết lập kế hoạch cho chuyến đi với sự hỗ trợ từ Ban Làng Toàn cầu của trụ sở trung ương, ban này được thành lập năm 1988. Các thành viên của chuyến đi có thể đăng ký để chọn nơi họ muốn đến. Mỗi đoàn có từ 8 đến 15 thành viên, mỗi chuyến đi kéo dài từ 9 đến 15 ngày.
Khi các bạn trẻ đến từ những nền văn hóa và tôn giáo khác nhau cùng chung tay xây dựng một ngôi nhà, mỗi người trong số họ sẽ học biết cách khám phá  những điều mới lạ từ những người bạn trong nhóm. Góp sức cho một mục tiêu chung, trong trường hợp này là xây dựng ngôi nhà mới cho người hàng xóm đang thiếu thốn, tỏ ra là phương pháp hiệu quả nhằm hàn gắn các cộng đồng đang chia rẽ, và kiến tạo một sự hiểu biết giúp con người vượt qua các khoảng cách văn hóa.

### Nhà ở với Năng lượng Mặt trời
Phát triển song hành với những đề án kiến thiết gia cư là các đề án giúp cung ứng điện mặt trời cho nhà ở thuộc các chương trình của Habitat. Các công ty Hoa Kỳ như Pacific Gas và Electric (PG&E) hợp tác với Habitat trong chương trình cung cấp mạng lưới điện mặt trời cho một số đơn vị gia cư.  Cũng đang triển khai các đề án khác về năng lượng mặt trời, hầu hết ở Hoa Kỳ, như một đề án tại San Francisco. Trong khi đó, Habitat cũng khuyến khích nhiều người tham gia nỗ lực cải thiện môi trường bằng cách gây quỹ xây dựng thêm nhiều ngôi nhà sử dụng năng lượng mặt trời.

### Đề án Xây dựng Ngắn ngày
Hoạt động trong một tuần lễ vào tháng 6 năm 2006, mục tiêu của đề án là hoàn thành hơn 500 căn nhà trên khắp nước Mỹ từ ngày 5–9 tháng 6. Chương trình thu hút các thiện nguyện viên xây dựng có kinh nghiệm chuyên môn.

### Đề án Jimmy Carter
Năm 1984, cựu Tổng thống Hoa Kỳ Jimmy Carter khởi sự tham gia các hoạt động của Tổ chức Hỗ trợ Gia cư, từ đó ông là nhân vật có ảnh hưởng lớn nhất vận động cho những lý tưởng của tổ chức. Carter hoạt động tích cực cho các cuộc vận động gây quỹ cũng như có mặt tại các địa điểm xây dựng để cùng làm việc với những thành viên khác, tại đây nghề mộc mà ông thành thạo tỏ ra hữu ích trong việc xây dựng các ngôi nhà, ông cũng tham gia Đề án Jimmy Carter "xây dựng nhanh" được tổ chức hàng năm.
Khởi sự từ tháng 9 năm 1984 với một chương trình xây dựng ngắn ngày tại Thành phố New York, Carter và vợ, Rosalynn, cùng làm việc với hàng chục thiện nguyện viên khác, tân trang một chung cư sáu tầng. Cho đến nay Đề án Jimmy Carter đã tổ chức những đợt xây dựng ngắn ngày tại nhiều nơi trên lãnh thổ Hoa Kỳ và tại các quốc gia khác như Philippines, Hàn Quốc, Cộng hoà Nam Phi và México. Trong năm 2006, Đề án Jimmy Carter sẽ tổ chức một đợt xây dựng ngắn ngày ở Lonavala, Ấn Độ từ ngày 30 tháng 10 đến ngày 4 tháng 11. Hơn 2.000 thiện nguyện viên đến từ Ấn Độ và các nước khác cùng với cựu tổng thống và bà Carter xây dựng 101 căn nhà.

### Phụ nữ Xây dựng
Khởi phát từ nỗ lực thành công của một nhóm nữ thiện nguyện viên xây dựng một căn nhà ở Charlotte, bang Bắc Carolina trong năm 1991, chương trình Phụ nữ Xây dựng của Habitat nhắm vào mục tiêu tạo cơ hội cho phụ nữ tham gia các hoạt động của Habitat và giới thiệu họ vào công tác xây dựng, lĩnh vực lâu nay vẫn được xem là thuộc nam giới. Đến nay các nữ thiện nguyện viên đã hoàn thành hơn 350 căn nhà tại Hoa Kỳ.

### Cửa hàng Habitat
Cửa hàng Habitat là các cơ sở bán lẻ chuyên bán lại các loại vật liệu xây dựng, thiết bị trong nhà, đôi khi là trang trí nội thất. Những mặt hàng này được quyên góp từ những công ty lớn hoặc các cá nhân. Tiền bán hàng sẽ được dùng để hỗ trợ các chi đoàn Habitat địa phương.
Đối với một số Habitat địa phương, lợi tức thu được từ những cửa hàng này đủ để trang trải chi phí điều hành. Điều này có nghĩa là mỗi đồng Habitat quyên góp được đều dành cho việc xây dựng các ngôi nhà mới, và tiết kiệm đến mức tối đa các chi phí gián tiếp. Đây là một chủ trương hợp lý trong khi nhiều tổ chức từ thiện khác đang sử dụng phần lớn số tiền quyên góp chi trả cho các khoản chi phí hành chính như lương bổng và thuê mướn trụ sở. Hình mẫu cho tinh thần tiết kiệm trong công tác từ thiện là Habitat Toronto (Canada). Các khoản thu từ ba cửa hàng Habitat ở đây được dùng để chi trả các loại chi phí điều hành, và đóng góp thêm cho công tác xây dựng những ngôi nhà mới.

## Who Says You Can't Go Home
Ca khúc Who Says You Can't Go Home (Ai nói bạn không thể về nhà) của Bon Jovi và Richie Sambora, viết về các thiện nguyện viên của Tổ chức Hỗ trợ Gia cư, biểu thị sự ủng hộ của Bon Jovi dành cho tổ chức cũng như đề cao tầm quan trọng của sự đoàn kết trong cộng đồng, đức tin và tinh thần dấn thân.

## Habitat Việt Nam
Năm 2002, Habitat thành lập văn phòng tại Việt Nam. Sau khi hoàn tất đề án đầu tiên tại Đà Nẵng, Habitat mở rộng hoạt động hợp tác đến khu vực Đồng bằng Sông Cửu Long. Habitat thiết lập kế hoạch chiến lược với mục tiêu đến năm 2011, sẽ hỗ trợ cho 18.000 gia đình đáp ứng các nhu cầu về nhà ở, nước sạch, vệ sinh, cải thiện và chuyển hóa cộng đồng.